# Teglstrup Hegn
Teglstrup Hegn er et skovområde beliggende i Helsingør Kommune. Skoven er en del af Kronborg Statsskovdistrikt og fordeler sig sammen med Hellebæk Skov på 806 ha.
Teglstrup Hegn og Hellebæk Skov fremstår i dag som blandingsskove af løv- og nåletræ, hvor løvtræet (fortrinsvis bøg) dominerer nærmest kysten og på den højereliggende bund. Nåletræet er overvejende indplantet i moserne, men omkring Sortesø, Klaresø, Hvidlykkedam og Kobberdam findes store partier af birk og el, der har været den oprindeligt forekommende vegetation på disse arealer.
I Teglstrup Hegn ligger også Hammermøllen, langs Hellebækken og den næsten intakte, næringsfattige højmose Skidendam.
Teglstrup Hegn er en del af Natura 2000-område nr. 130 Teglstrup Hegn og Hammermølle Skov og indgår i Nationalpark Kongernes Nordsjælland.
Naturpakken 2016 medførte i 2018 at der blev udpeget 316 hektar urørt løvskov og 160 ha anden biodiversitetsskov i Hellebæk Skov og Teglstrup Hegn. Teglstrup Hegn blev i 2022 udpeget til en del af den 631 hektar store naturnationalpark Hellebæk Skov og Teglstrup Hegn